# Pál megtérése
Pál megtérése az Újszövetség alapján olyan esemény volt Saul, a későbbi Pál apostol életében, amely arra késztette, hogy felhagyjon a korai keresztények üldözésével és csakhamar Krisztus követője és kereszténység hirdetője lett.

## Keresztény és kultúrtörténeti szempontból

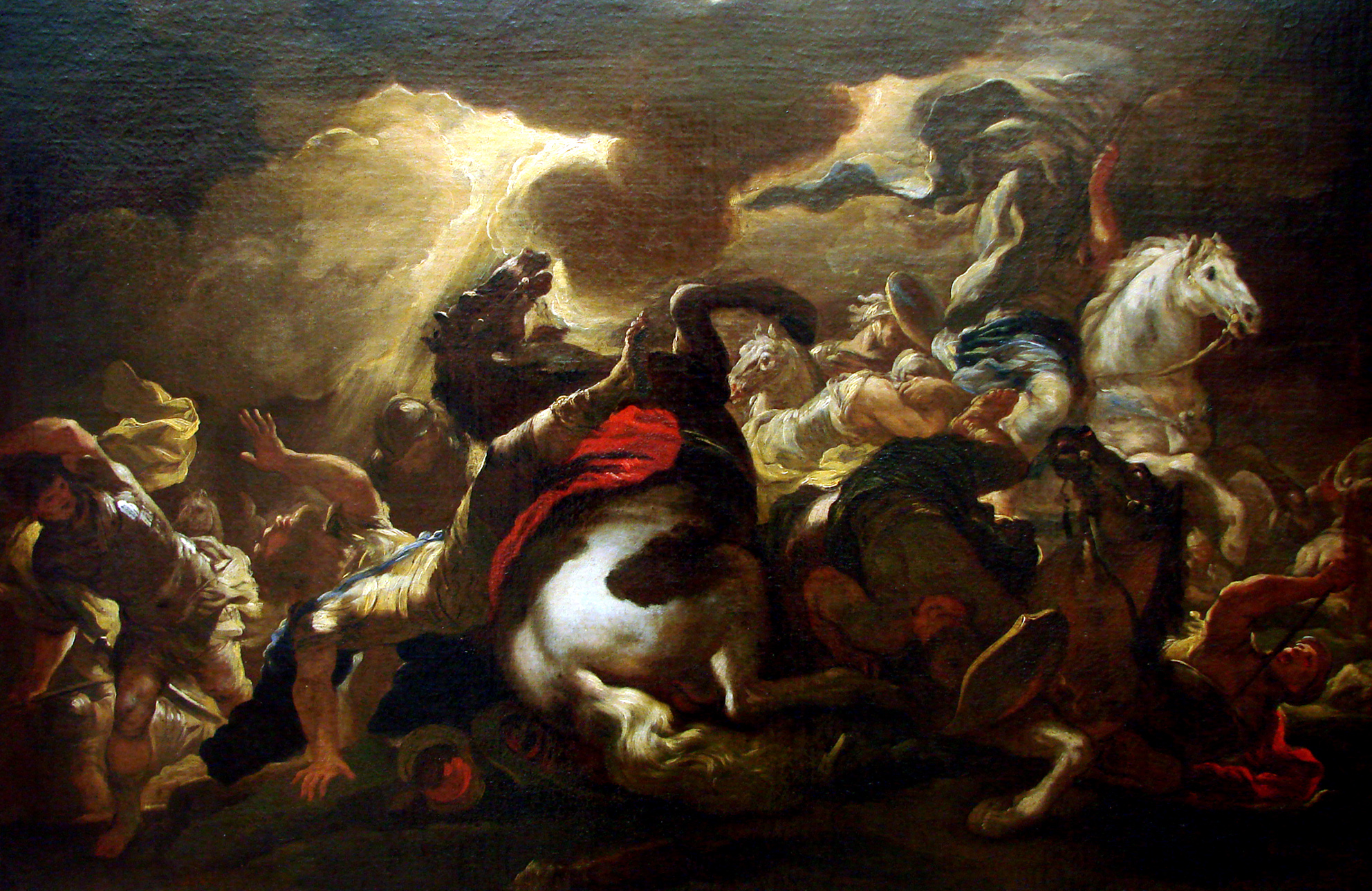
Luca Giordano: Pál apostol megtérése

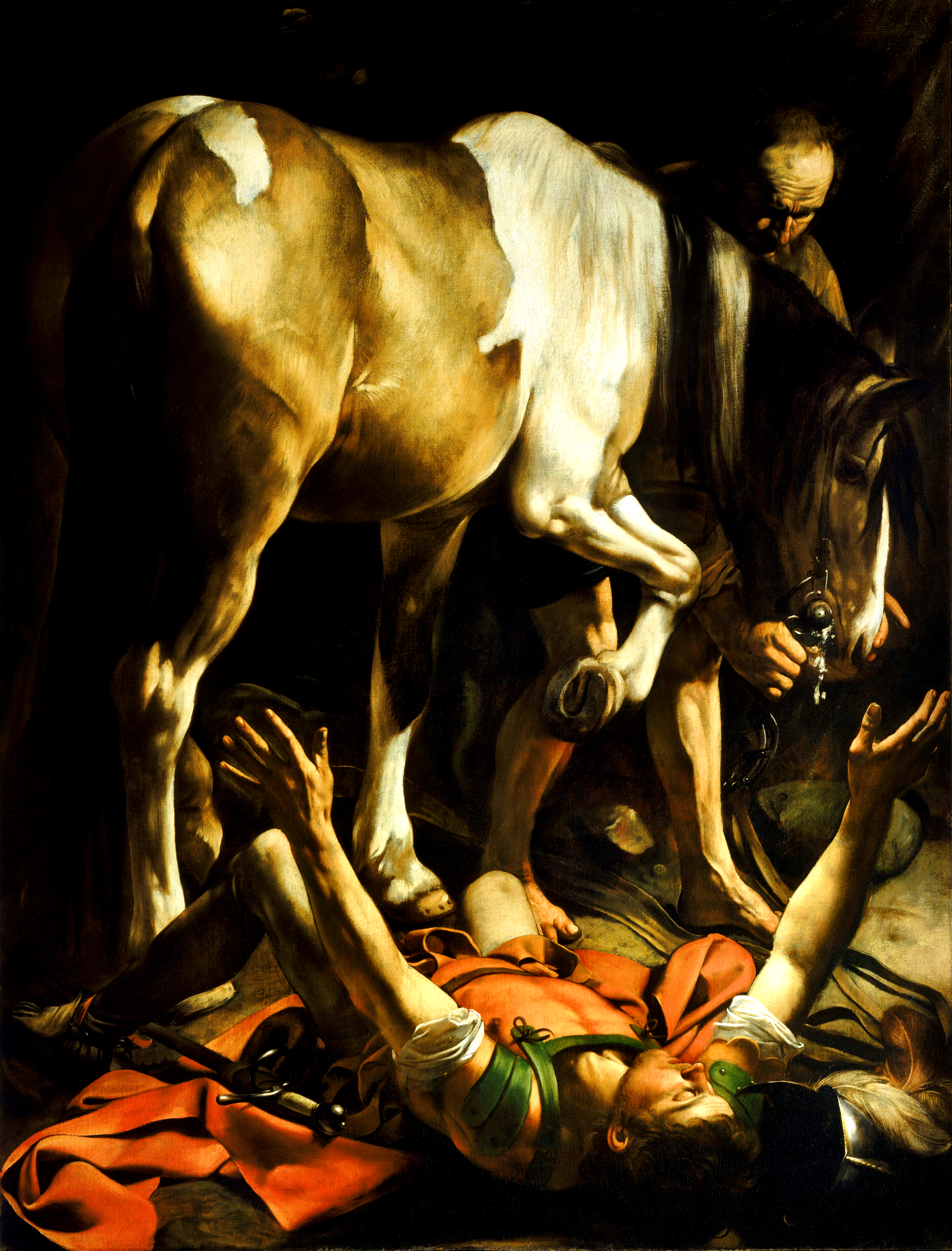
Caravaggio: Pál apostol megtérése a damaszkuszi úton

### A bibliai történet
Az apostolok cselekedetei elbeszélése szerint úgy kétezer évvel ezelőtt egy Saul nevű ifjú, „gyűlölettől lihegve” Jeruzsálemből Damaszkuszba tartott, hogy fogságba vesse a kivégzett Jézus követőit, akik hittek Jézus Krisztus feltámadásában. Minden másképpen történt, mint ahogy elképzelte. Az úton megjelent neki Jézus, s megkérdezte tőle: „Saul, Saul – miért üldözöl engem?” Saul összeomlott, tehetetlenné vált, megvakult, s magába fordult, majd egy bizonyos idő elteltével tanítvánnyá akart lenni. Azonban hosszú időbe telt, míg a keresztények elhitték a megtérését. Hiteles változásának egyetlen feltétele volt: mindent bevallani. „Igen, Saul voltam, de Pál lettem” – vallotta. Csak így válhatott apostollá, majd vértanúvá.

### A „damaszkuszi út” jelentése
Legalább egyszer mindenkinek végig kell menni a lelki változás útján. Keresztény szempontból azonban még többet jelent: mindenkinek megadatik a szükséges kegyelem, hogy végigmehet rajta – ez a megtérés. De sok „Pállá” váló (azaz megváltozó) a legfontosabb mozzanatot hagyja ki: azt, hogy mindent be kell vallani: szembenézni, vállalni, újrakezdeni. Nem eltussolni, hanem radikálisan újrakezdeni.
A Szentírás keresztény értelmezésben tehát nem azt mondja, tanítja, hogy aki egyszer rossz volt, az mindvégig rossz is marad. Sőt, Ezékiel könyvében már benne van, hogy Isten aszerint ítéli meg az egyes embert, hogy az milyenné válik. 

## Neuroteológiai elmélet
Egy elmélet szerint Saulnak epilepsziás rohama lehetett Damaszkuszba menet. Ez a hipotézis magyarázná a látomásokat, és azok „transzcendens” tartalmát is. A temporális epilepsziában szenvedők közül sokaknak van transzcendens jellegű látomása.
Ezzel az elmélettel azonban alapvető problémák vannak. Először is a Szentírás idevonatkozó része (Apcsel:9,7) szerint Pál „Útitársainak elakadt a szavuk, mert hallották a hangot, de látni nem láttak semmit”. Azaz az elmélethez igazodva nekik is epilepsziás rohamuk kellett, hogy legyen Pállal együtt, ami több személyről lévén szó meglehetősen nehezen képzelhető el.
Másrészt – és ez bizonyára elkerülte az elmélet kiötlőinek figyelmét – a történet folytatása szerint Ananiásnak is megjelent az Úr (vagy az 'elmélet' szerint ismét egy „szimultán epilepsziás rohamot” szenvedő beteg tűnik fel…), s felszólította, hogy keressen meg egy Saul nevű tarsusi férfit, Judás házában, aki épp imádkozik, és látja őt, amint belép hozzá, ráteszi a kezét, s vakságából – amit a látomás (ill. a „temporális epilepsziás roham”) során szerzett – meggyógyítja... 
Erre Ananiás megy, és megteszi; beteljesíti, amit Saul előre látott…
Nem kell tehát csodálkoznunk, hogy a vakbuzgó zsidó hitű Saul azonnal „átfordult” és „Krisztus követőjévé vált”… A Szentírás szerint: „Néhány napig ottmaradt Damaszkuszban, s máris tanította a zsinagógákban, hogy Jézus az Isten Fia.”

## A népnyelvben
Pálfordulásnak nevezik azt, amikor valaki, vagy valami korábbi hitéből, életéből, szövetségi rendszeréből egyszer csak annak ellenkezőjébe vált.